# Pandanus platycarpus
Pandanus platycarpus är en enhjärtbladig växtart som beskrevs av Otto Warburg. Pandanus platycarpus ingår i släktet Pandanus och familjen Pandanaceae.
Artens utbredningsområde är Java. Inga underarter finns listade.